# N-220
La N-220 es una carretera nacional de la Red de carreteras de España que sirve de acceso al Aeropuerto de Valencia desde la V-30.
En un principio el recorrido era desde la A-3 hasta la V-30 pero los primeros dos kilómetros fueron desdoblados y renombrados como V-11. Actualmente inicia su recorrido en el enlace con la V-11, que es el acceso al aeropuerto desde la A-3, y la  CV-37  (antigua CV-370 ) que une Manises con Ribarroja del Turia y finaliza en el enlace con la V-30 junto al polígono industrial Fuente del Jarro. Antes de 1988 su nombre era el de  V-611 
En 2020 durante la realización de unas obras en el acceso al aeropuerto se destruyó una escultura cerámica de Enric Mestre situada junto a la vía.
El 25 de julio de 2023, la N-220 fue cortada para mejorar el acceso al Aeropuerto de Manises y conectar los barrios de Alameda Park y San Francisco con el resto de Manises

## Recorrido
| Velocidad | Esquema                               | Esquema | Esquema                                    | Notas |
| --------- | ------------------------------------- | ------- | ------------------------------------------ | ----- |
|           | CV-365 Paterna Noroeste               |         |                                            |       |
|           | V-30 E-15 A-7 Alicante Castellón      |         | V-30 Valencia Puerto de Valencia           |       |
|           | Comienzo de la carretera N-220        |         | Fin de la carretera N-220                  |       |
|           | Manises CV-37 Ribarroja               |         | Manises                                    |       |
|           | Aeropuerto de Manises                 |         |                                            |       |
|           | Fin de la carretera N-220 kilómetro 0 |         | Comienzo de la carretera N-220 kilómetro 0 |       |
|           | V-11 E-901 A-3 Madrid Valencia        |         |                                            |       |